# Samir Saïed
Pour les articles homonymes, voir Saïed.
Samir Saïed (arabe : سمير سعيد), né en 1957, est un chef d'entreprise et homme politique tunisien.

## Biographie
Diplômé en 1982 de l'École centrale Paris, il intègre en 1986 l'Arab Tunisian Bank où il accumule plus de trente ans d'expérience acquise au niveau international dans le domaine des banques commerciales et de développement.
De 2003 à 2013, il est directeur général de Banque de développement d'Oman. En 2013, il devient directeur général de la Alhosn Investment Company, un partenariat de capital-investissement, conjoint entre la Qatar Investment Authority et le ministère omanais des Finances. Puis, en 2016, il prend les commandes de la Société tunisienne de banque et ce jusqu'en mars 2019, avant de présider le conseil d'administration de la BTK Bank, filiale tunisienne du groupe bancaire français BPCE. Il intègre ensuite Tunisie Télécom, comme président de conseil d'administration, avant de devenir PDG en mai 2021.
Durant sa carrière, il a dirigé ou siégé dans plusieurs dizaines de conseils d'administration d'entreprises financières, industrielles ou de services.
Le 11 octobre 2021, il est nommé ministre de l'Économie et de la Planification dans le gouvernement de Najla Bouden. Le 17 octobre 2023, le président Kaïs Saïed le limoge de ses fonctions.